# Abell 2218
Abell 2218 est un amas de galaxies distant d'environ 2,3 milliards d'années-lumière, dans la constellation du Dragon.
C'est grâce au phénomène de lentille gravitationnelle provoqué par l'amas Abell 2218 qu'a été découverte en 2004 une galaxie très ancienne en arrière-plan, née seulement 750 millions d'années après le Big Bang, et extrêmement lointaine. La photo ci-contre en montre deux images, l'une dans l'arc blanc et l'autre dans le cercle en bas de l'image.
Cette galaxie a détenu un temps le titre d'objet le plus lointain jamais découvert. Il s'agit d'une galaxie elliptique avec un décalage spectral z estimé à 7. L'arc bleu également visible est également une galaxie située en arrière-plan. Ce serait une galaxie en formation au stade intermédiaire avec un décalage spectral z compris entre 1 et 2.5).